# Ella Henderson
Ella Henderson, właśc. Gabriella Michelle Henderson (ur. 12 stycznia 1996 w Lincolnshire) – brytyjska autorka tekstów i piosenkarka.

## Życiorys
Uczestniczka dziewiątej edycji programu The X Factor w 2012. Po udziale w programie podpisała umowę z wytwórnią Syco Music. 8 czerwca 2014 wydała debiutancki singiel „Ghost”, nagrany z Ryanem Tedderem, którym zwiastowała pierwszy album studyjny pt. Chapter One, wydany w październiku 2014.

## Dyskografia
Albumy studyjne
| Rok  | Informacje                                                                                        | Najwyższe pozycje na listach | Najwyższe pozycje na listach | Najwyższe pozycje na listach | Najwyższe pozycje na listach | Najwyższe pozycje na listach | Najwyższe pozycje na listach | Najwyższe pozycje na listach | Najwyższe pozycje na listach | Najwyższe pozycje na listach | Certyfikaty           |
| Rok  | Informacje                                                                                        | UK                           | AUS                          | GER                          | IRL                          | NZ                           | SCO                          | SWE                          | SWI                          | US                           | Certyfikaty           |
| ---- | ------------------------------------------------------------------------------------------------- | ---------------------------- | ---------------------------- | ---------------------------- | ---------------------------- | ---------------------------- | ---------------------------- | ---------------------------- | ---------------------------- | ---------------------------- | --------------------- |
| 2014 | Chapter One - pierwszy album studyjny - wydany 13 października 2014 - format CD, digital download | 1                            | 11                           | 22                           | 4                            | 9                            | 1                            | 34                           | 9                            | 11                           | - UK: platynowa płyta |

Single
| Rok  | Singel                                                   | Pozycje na listach | Pozycje na listach | Pozycje na listach | Pozycje na listach | Pozycje na listach | Pozycje na listach | Pozycje na listach | Pozycje na listach | Pozycje na listach | Pozycje na listach | Pozycje na listach | Certyfikaty | Album                   |
| Rok  | Singel                                                   | UK                 | AUS                | CAN                | GER                | FRA                | POL                | NZ                 | SCO                | SWE                | SWI                | US                 | Certyfikaty | Album                   |
| ---- | -------------------------------------------------------- | ------------------ | ------------------ | ------------------ | ------------------ | ------------------ | ------------------ | ------------------ | ------------------ | ------------------ | ------------------ | ------------------ | --- | ----------------------- |
| 2014 | „Ghost”                                                  | 1                  | 3                  | 12                 | 3                  | –                  | 8                  | 4                  | 1                  | 11                 | 10                 | 21                 | - UK: platynowa płyta - AUS: 2× platynowa płyta - GER: złota płyta - NZ: platynowa płyta - SUI: złota płyta - US: złota płyta | Chapter One             |
| 2014 | „Glow”                                                   | 7                  | 49                 | –                  | –                  | –                  | –                  | 26                 | 3                  | –                  | –                  | –                  | | Chapter One             |
| 2014 | „Yours”                                                  | 16                 | –                  | –                  | –                  | –                  | –                  | –                  | 8                  | –                  | –                  | –                  | | Chapter One             |
| 2015 | „Mirror Man”                                             | 96                 | –                  | –                  | –                  | –                  | –                  | –                  | –                  | –                  | –                  | –                  | | Chapter One             |
| 2021 | „Hurricane” (oraz Ofenbach)                              | –                  | –                  | –                  | –                  | 69                 | 12                 | –                  | –                  | –                  | –                  | –                  | - POL: platynowa płyta | /                       |
| 2022 | „Crazy What Love Can Do” (oraz David Guetta, Becky Hill) |                    |                    |                    |                    |                    |                    |                    |                    |                    |                    |                    | - POL: 2× platynowa płyta | Everything I Didn't Say |
| 2023 | „React” (oraz Switch Disco)                              |                    |                    |                    |                    |                    |                    |                    |                    |                    |                    |                    | - POL: platynowa płyta |                         |
| 2024 | „Alibi” (gośc. Rudimental)                               |                    |                    |                    |                    |                    |                    |                    |                    |                    |                    |                    | - POL: złota płyta |                         |

Inne notowane utwory
| Rok  | Utwór       | Pozycje | Pozycje | Pozycje | Album       |
| Rok  | Utwór       | UK      | AUS     | AUT     | Album       |
| ---- | ----------- | ------- | ------- | ------- | ----------- |
| 2014 | „Hard Work” | –       | –       | 73      | Chapter One |
| 2014 | „Missed”    | 151     | –       | –       | Chapter One |
| 2015 | „Empire”    | –       | 66      | –       | Chapter One |